# 毕宏生
毕宏生（1960年—），山东莱芜人，汉族，中华人民共和国政治人物、第十二届全国人民代表大会山东地区代表。
毕业于山东中医药大学中西医结合临床专业。加入中国共产党。2013年，担任全国人大代表。2018年2月24日，当选为第十三届全国人大代表。